# Sursee-Triengen-Bahn

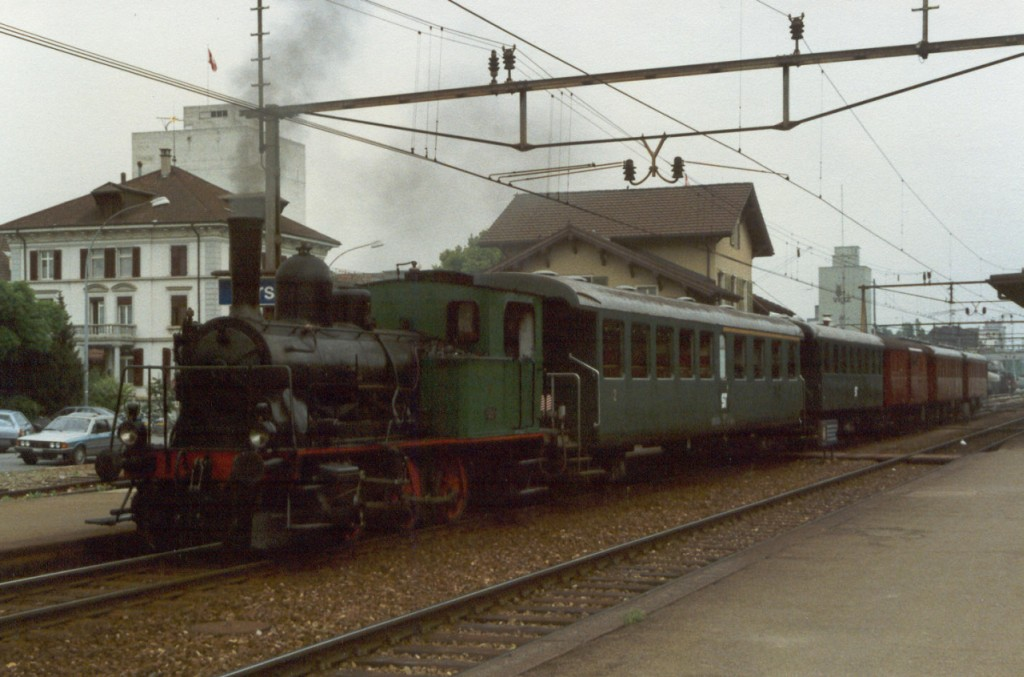
Un train nostalgique du ST

La Sursee-Triengen-Bahn (ST) est une entreprise ferroviaire suisse dont la ligne de 8,9 km, est à voie normale (1 435 mm), jamais électrifiée, traversant la vallée lucernoise du Surental (ou Suhrental), de Sursee à Triengen et qui sert actuellement aux trains à vapeur nostalgiques de la Dampfbahnverein Surental, pour les balades en groupe.

## Historique
La ligne fut ouverte à l'exploitation le 23 novembre 1912 avec des machines à vapeur jusqu'en 1965, à la suite de l'achat d'une motrice diesel. Le 26 septembre 1971, le transport des personnes est assuré par cars postaux de Sursee à Schöftland par Triengen.
De nombreuses tractations, discussions et planifications ont été entreprises pour le prolongement de la ligne du ST vers la ville de Schöftland, terminus de la ligne de chemin de fer en provenance d'Aarau. Cette ligne est exploitée par la compagnie Wynental- und Suhrentalbahn (WSB). Les deux villes se trouvant dans différents cantons l'écartement des voies étant différent (1 000 mm), la liaison ne fut jamais réalisée car les coûts d'investissement étaient trop importants.